# Omer Vandenberghe
Omer Edouard Vandenberghe (Moeskroen, 24 juni 1899 – 2 mei 1979) was een Belgisch volksvertegenwoordiger, senator en burgemeester.

## Levensloop
In 1938 werd hij verkozen tot gemeenteraadslid van Moeskroen en van 1939 tot 1952 was hij er burgemeester.
In 1936 werd hij verkozen tot katholiek volksvertegenwoordiger voor het arrondissement Kortrijk en vervulde dit mandaat tot in 1954. Van 1954 tot 1958 was hij provinciaal senator voor de provincie West-Vlaanderen.